# Duisburg-Wedau (stacja kolejowa)
Duisburg-Wedau – stacja kolejowa w Duisburgu, w kraju związkowym Nadrenia Północna-Westfalia, w Niemczech. Znajdują się tu 2 perony.